# Theoretischer Sauerstoffbedarf
Der Theoretische Sauerstoffbedarf (ThSB; englisch Theoretical Oxygen Demand, ThOD) ist eine Rechengröße für die Abbaubarkeit von Substanzen. Sie wird verwendet, um die Belastung von Abwasser beurteilen zu können.
Der Wert wird für eine Einzelsubstanz berechnet und gibt die Gesamtmenge Sauerstoff an, die zu ihrer vollständigen Oxidation erforderlich ist. Er entspricht dem Chemischen Sauerstoffbedarf (CSB), sofern es sich nicht um einen chemisch schwer oxidierbaren Stoff (z. B. einen einfachen Kohlenwasserstoff) handelt. Die bei der Berechnung des ThSB angenommenen Endprodukte der Oxidation (für Stickstoff z. B. Nitrat) sollten mit der Methode zur Bestimmung des CSB tatsächlich erreichbar sein, damit die Werte vergleichbar sind.  
Die Einheit des theoretischen Sauerstoffbedarfs ist g Sauerstoff pro g Prüfsubstanz. Bei Wasserproben wird der Sauerstoffbedarf üblicherweise in mg/l angegeben.